# 正法院 (さいたま市)
正法院（しょうほういん）は、埼玉県さいたま市見沼区にある真言宗智山派の寺院。

## 歴史
創建年代は不明である。文化年間（1804年 - 1818年）と嘉永年間（1848年 - 1854年）の火災で、記録が散逸してしまったため、詳細な歴史は不明となっている。1970年（昭和45年）にも火災に遭っている。埼玉県の文化財に指定されている円空作の仏像は火災の難を逃れており、現在は埼玉県立歴史と民俗の博物館に貸し出されている。
桶川市の明星院の末寺である。また、当寺には当地を所領とする旗本青木氏歴代の墓がある。

## 文化財
- 円空作木造薬師如来立像（埼玉県指定有形文化財 平成6年3月16日指定）[2]
- 円空作木造十二神将立像（埼玉県指定有形文化財 平成6年3月16日指定）[2]
- 旗本青木高頼一族の墓及び宝篋印塔（さいたま市指定史跡 平成12年4月3日指定）[3]

## 交通アクセス
- 路線バス南中野停留所より徒歩1分。